# Gatis Gūts
Gatis Gūts (Ventspils, 15 aprile 1976) è un ex bobbista lettone.

## Carriera
Esordì nei circuiti internazionali nel 1994, nelle sue ultime due stagioni è riuscito a classificarsi per due volte nei primi dieci posti della classifica della Coppa del Mondo, entrambe con il suo co-pilota Intars Dīcmanis.
Ha anche partecipato al Campionato del Mondo del 2005, tenutosi a Calgary, dove lui e Dīcmanis si sono piazzati 20esimi.
Gūts ha gareggiato in due edizioni dei Giochi olimpici invernali, ottenendo il suo miglior risultato (12º posto nell'evento a 4) ai Giochi di Salt Lake City 2002. Si è ritirato dall'attività agonistica dopo Torino 2006. Il suo ritiro ha aperto le porte del team-1 lettone al giovane Mihails Arhipovs.